# Geaya lineata
Geaya lineata is een hooiwagen uit de familie Sclerosomatidae.